# Statue-menhir des Fontanelles
La statue-menhir des Fontanelles est une statue-menhir appartenant au groupe rouergat découverte à Fraisse-sur-Agout, dans le département de l'Hérault en France.

## Description
Elle a été découverte en mai 1997 par Claude Petit au lieu-dit Les Fontanelles. Elle a été gravée sur une dalle de gneiss d'origine locale. Elle mesure 0,85 m de hauteur sur 0,44 m de largeur et 0,24 m d'épaisseur.
La statue est complète mais très érodée. Les gravures sont visibles avec un éclairage rasant. C'est une statue masculine qui pourrait avoir été réalisée en deux phases. Le visage est original : le nez en relief est entouré par un trait gravé en forme de fer-à-cheval. Les bras sont placés très haut. Les mains entourent un anneau en léger relief (0,50 m de diamètre) lui-même entourant une cupule (0,24 m de diamètre) qui pourrait correspondre à une première tentative de représentation de « l'objet ». Les jambes sont disjointes et insérées dans la ceinture.. Le personnage porte un baudrier, « l'objet » et une ceinture. Au-dessus de cette ceinture, deux lignes gravées se terminent en pointe vers le centre sans se rejoindre, elles pourraient être interprétées comme une deuxième ceinture ou correspondre à un essai manqué.
La statue a été redressée par son propriétaire dans son jardin.